# Кондратенко, Павел Петрович
Па́вел Петро́вич Кондрате́нко (29 июля 1960, Гомель, Белорусская ССР, СССР) — советский и российский рок-музыкант, клавишник. Наиболее известен по работе в группе «Алиса».

## Биография
В начале 1980-x сотрудничал с группами «Пикник», «Хрустальный Шар», «Демокритов Колодец» и др. В 1983 году вместе с Святославом Задерием, Андреем Шаталиным и Михаилом Нефёдовым создаёт группу «Алиса». В 1985 году создаёт недолговечный проект «Аврора».
В составе «Алисы» принял участие в записи альбомов: «Энергия», «БлокАда», «Ст. 206 ч. 2», концертного сборника «Акустика ч.2»
В октябре 1988 года уходит из группы и в декабре того же года вместе с ушедшими из «Пикника» Виктором Евсеевым и Юрием Ключанцевым собрал группу «Замок Зо».
В январе 1990 году покидает «Замок Зо», приняв предложение Андрея «Дюши» Михайлова войти в состав его новой группы «Холодный дождь». После записи альбома группа распадается, после чего на короткое время присоединился к новой группе Святослава Задерия «Magna Mater», а в начале 1990-х стал директором в компании «ЕВМ», занимающейся выпуском акустических систем.
Состоял в КПСС.

## Фильмография
| Год  |   | Название          | Роль                             |
| ---- | - | ----------------- | -------------------------------- |
| 1985 | ф | Переступить черту | клавишник группы «Бумажный Змей» |
| 1987 | ф | Взломщик          | камео                            |
| 2011 | ф | Прекрасное завтра | камео                            |